# Motattack
Motattack var en organisation i Luleå som grundades under namnet "Antikrigsgruppen" av elever på Hackspettens gymnasieskola, Örnens gymnasieskola, Midskogsskolan, Bergnässkolan samt diverse högstadieskolor. Namnet har ingenting att göra med organisationen Attac.
Organisationens ursprungliga målsättning var att bekämpa Irakkriget och i synnerhet svensk inblandning i form av export av krigsmateriel. Några veckor inför Irakkriget organiserade gruppen dagliga möten på Hackspettens gymnasium. Organisationen hade som huvudparroll "Ett krig mot Irak är ett krig mot oss!". Dåvarande antikrigsgruppen organiserade en skolstrejk med flera hundra strejkande som stoppade stora delar av gymnasieskolornas undervisning. 
Efter Irakkrigets slut bytte organisationen namn till "Motattack" och ingrep med sympatiaktioner när Svenska kommunalarbetareförbundet strejkade 2003.